# Jaroslav Šlechta
Jaroslav Šlechta (14. března 1898 Praha – 25. října 1989 Praha) byl český letecký konstruktér a letec, šéfkonstruktér leteckého oddělení továrny Praga v pražských Vysočanech. Po druhé světové válce vedl konstrukční práce na prototypu vrtulníku Praga XE-II, prvního vrtulníku československé výroby.

## Život

### Konstrukce letadel

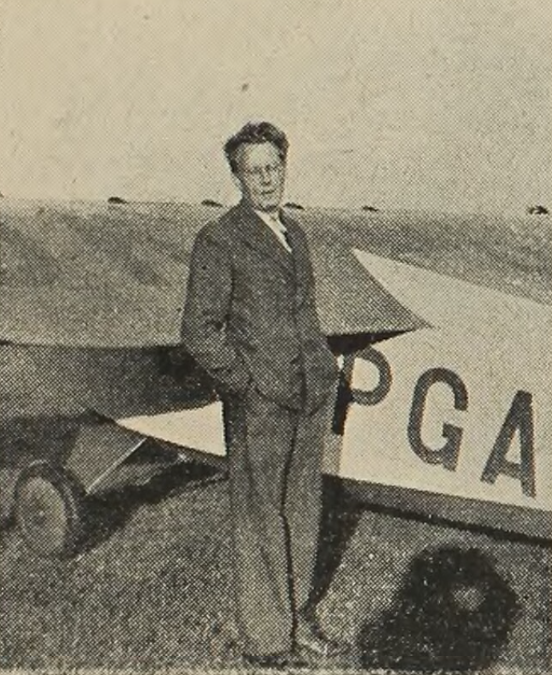
Jaroslav Šlechta roku 1934

Narodil se v Praze. Absolvoval technické vzdělání, dosáhl titulu strojního inženýra. Po roce 1918 byl členem aeroklubu působícího na Výstavišti Praha. Posléze nastoupil do leteckého oddělení firmy Praga vedené konstruktéry Miroslavem Hajnem a Pavlem Benešem. Zde konstrukčně vytvořil úspěšné typy větroňů; literatura uvádí větroň Praha, který byl dán do provozu v roce 1932 a jako první v Československu vykonal víc, než hodinový let (1 hodinu, 4 minuty a 30 sekund).
Po odchodu Hajna a Beneše roku 1934 byl Šlechta jmenován šéfkonstruktérem závodu, pod jeho vedením vytvořila Praga úspěšné modely sportovních letadel či se zúčastnila se Šlechtovým letounem E-45 soutěže Československého letectva o armádní stíhací letoun, ve které posléze zvítězil konkurenční typ Avia B-534.
Po okupaci Československa započaté roku 1939 byl Šlechta v letech 1942 až 1943 totálně nasazen k práci v letecké továrně v Halle, kde se podílel na výrobě německých vrtulníků Focke-Achgelis Fa 223. Posléze začal pracovat na prototypu vrtulníku pojmenovaného Praga I Exp.

### Vrtulníky
Od roku 1946 byl Šlechta díky svým zkušenostem na základě rozhodnutí československé vlády součástí kolektivu, který měl za úkol zkompletovat dva kořistní Fa 223, jejichž výroba byla ke konci války přenesena na území protektorátu do podzemní továrny v Rabštejně. Práce probíhaly v dílnách vysočanského Aera, oba stroje byly dokončeny na podzim 1947 pod novým označením VR-1. Vláda zároveň jednala s jednotlivými státy o možnosti pilotního vrtulníkového výcviku pro československé letce, který nakonec absolvoval zkušební pilot Aera František Janča.[ujasnit] Testovací lety proběhly na jaře 1948, 4. července pak František Janča s kopilotem Zdeňkem Němečkem provedli tři přelety nad Strahovským stadionem v rámci XI. Všesokolského sletu. Během sletu, sportovní akce s návštěvností stovek tisíc lidí a cvičenců, byl stroj rovněž využit jako prostředek Bezpečnostního letectva při monitorování dopravy v Praze. Šlo tak pravděpodobně o první použití helikoptéry v rámci policejních složek v historii.[zdroj?]

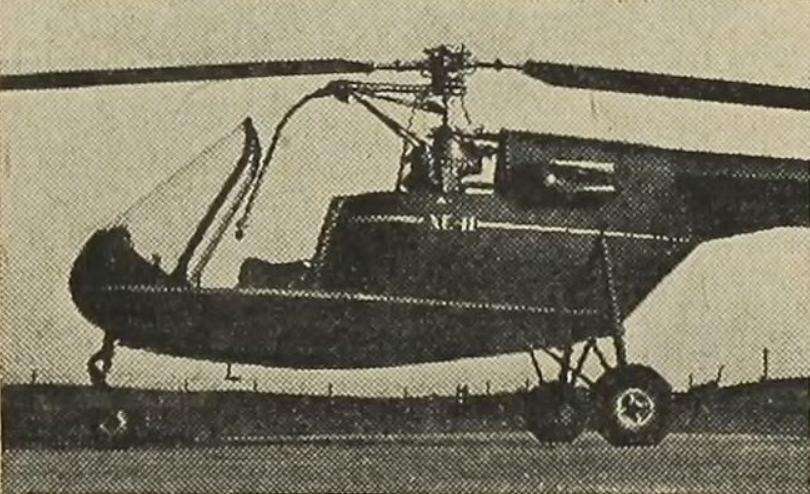
Vrtulník Praga XE-II

Šlechta pak ve spolupráci s Ing. Šolínem a Jančou začal pracovat na konstrukci prvního vrtulníkového stroje československé konstrukce XE-II, částečně vycházejícího ze Šlechtova návrhu Praga I Exp. V rámci konstrukčních prací byl Šlechta autorem originální koncepce CCC rotor. Stroj poprvé zavisel ve vzduchu 23. srpna 1950 a 4. září téhož roku došlo k prvnímu volnému letu vrtulníku československé výroby.. Počátkem roku 1951 absolvoval stroj již více než 273 letových hodin. Vrtulník později získal také nové listy hlavního rotoru, které byly určeny pro vrtulníky Aero HC-2 Heli Baby, který Šlechta v Avii soustavně vyvíjel.
16. května 1952 došlo k nehodě prvního a jediného prototypu, při které zahynul pilot František Janča, což vývoj vrtulníkových strojů na čas zastavilo. Roku 1956 byl oceněn z rukou prezidenta Antonína Zápotockého Řádem práce. Nadále pak pokračoval ve vývoji modelu Aero HC-2 Heli Baby, který byl roku 1958 uveden do sériové výroby, jako první sériově vyráběný stroj. Vedoucí konstrukční úlohu ve vývoji vrtulníků pak přebral Ing. Jan Mikula, výroba a vývoj vrtulníkových strojů byly pak rozhodnutím z roku 1965 zastaveny, především z důvodu protežování sovětských a polských vrtulníkových typů v rámci RVHP. Krátce nato odešel Šlechta do penze.

### Úmrtí
Jaroslav Šlechta zemřel 25. října 1989 ve věku 91 let. Pohřben byl na evangelickém hřbitově v Mokrém, nedaleko Rychnova nad Kněžnou.
Na domě, kde žil, v Obvodové ulici 399/30 v pražských Vysočanech byla po roce 2010 umístěna pamětní deska.

## Konstrukce letounů (výběr)
- Praga E-210
- Praga E-214
- Praga E-241
- Praga E-45
- Praga XE-55
- Praga XE-II
- Aero HC-2 Heli Baby